# Língua eperara
Eperara, também chamada Epena (Embera Meridional) é uma língua indígena Chocoana-Emberá falada por cerca de 3600 pessoas na Colômbia, sendo 250 no Equador.

## Fonologia

### Consoantes
|             |             | Bilabial | Alveolar | Palatal | Velar | Glotal |
| ----------- | ----------- | -------- | -------- | ------- | ----- | ------ |
| oclusiva    | plana       | p        | t        |         | k     | ʔ      |
| oclusiva    | aspirada    | pʰ       | tʰ       |         | kʰ    |        |
| oclusiva    | sonora      | b        | d        |         | ɡ     |        |
| Africada    | Africada    |          |          | t͡ʃ      |       |        |
| Fricativa   | Fricativa   |          | s        |         |       | h      |
| Nasal       | Nasal       | m        | n        |         |       |        |
| Líquida     | Líquida     |          | r, ɾ     |         |       |        |
| Aproximante | Aproximante | w        |          | j       |       |        |

### Vogais
|         | Anterior | Central | Posterior |
| ------- | -------- | ------- | --------- |
| Fechada | i ĩ iː   | ɨ ɨ̃ ɨː  | u ũ uː    |
| Medial  | e ẽ eː   | ə ə̃ əː  | o õ oː    |
| Aberta  |          | a ã aː  |           |

## Escrita
A língua Eperara usa uma forma do alfabeto latino sem as letras C (exceto em Ch), H (exceto em Ch), F, L, Q, (exceto em Qu), V, X, Z. 
Usam-se as formas ã, õ, k’, q’, p’, t’, rr, ẽ, ë, ë̃, ĩ, ï, ï̃, ũ.

## Amostras de texto
Pai Nosso
Tachi Ak'õre ɨt'ari bɨ, pɨ t'ɨ̃ awaraa t'ɨ̃ k'ãyaara pipɨara bɨ. Eperãarã bɨ́ji pɨchi jua ek'ari pɨchideerã p'aneedamerã. Óoji pɨchia k'inia bɨk'a na p'ek'au eujãde, ɨt'ari ooparik'a. Tai-it'ee chik'o téeji ewari chaa k'odait'ee. Taipa p'ek'au k'achia oopata chupɨria k'awáaji mãik'aapa perdonáaji taipa perdonaapatak'a, awaraarãpa taimaa ne-inaa k'achia oodak'ãri. Tai k'achiade baaipináaji. Tai k'aripa atáji Netuara Poro Waibɨa juadeepa. 
Outra11
Ũma tachi eperarã t’opata apenaarã ome auk’a tachi creencia ome ɨchiava auk’a – kincia k’awaa- k’o p’anora ome a penaarã maa.
Português
Todos os seres humanos nascem livres e iguais em dignidade e direitos. Eles são dotados de razão e consciência e devem agir um com o outro em espírito de fraternidade. (Artigo 1 - Declaração Universal dos Direitos Humanos)

## ExterLigações externas
- Epena (Intercontinental Dictionary Series)
- [https://www.omniglot.com/writing/eperara.htm Eperara em Omniglot.com
- Eperara em Ethnologue
- Eperara em Cuartoalomejores